# François Morellet

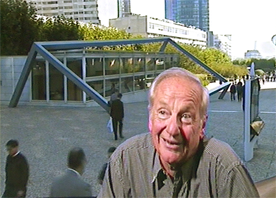
François Morellet (1995)

François Morellet (* 30. April 1926 in Cholet, Département Maine-et-Loire, Frankreich; † 10. Mai 2016 ebendort) war ein französischer Künstler, der sich vor allem mit Malerei, Lichtkunst, Kinetischer Kunst, Bildhauerei und Kupferstich beschäftigt hat. Seine Kunst wird gemeinhin der geometrischen Abstraktion und dem Minimalismus zugerechnet, wenngleich auch eine gewisse Nähe zum Dadaismus postuliertvon wem? wird. Morellet zählt zu den hervorragendsten französischen Vertretern der Konkreten Kunst. Er gehörte neben Julio Le Parc, Horacio Garcia Rossi, Francisco Sobrino, Joël Stein und Yvaral im Jahr 1960 zu den Mitbegründern der Künstlergruppe Groupe de Recherche d’Art Visuel (GRAV).

## Leben und Werk

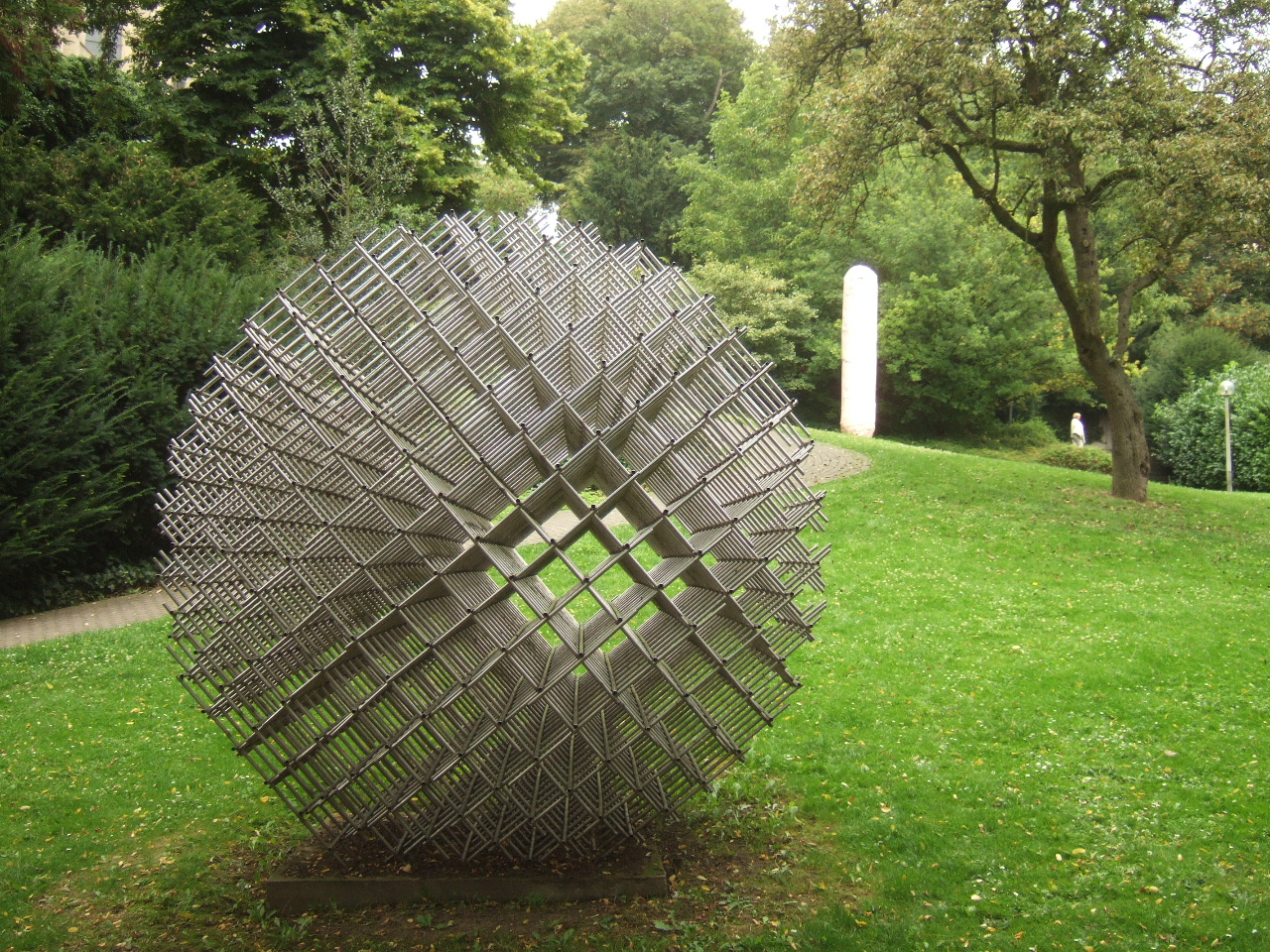
François Morellet: „Sphère - trames“ – Skulpturengarten Museum Abteiberg

Morellet arbeitete zunächst von 1948 bis 1975 im Betrieb seiner Eltern. Während dieser Zeit beschäftigte er sich erst autodidaktisch mit der Malerei, bevor er sich auch von einem Maler unterrichten ließ. Schon um 1950 bezeichnete sich Morellet selbst als „abstrakten Maler“ und hatte seine erste Ausstellung in der Galerie Creuze in Paris. In den 60er-Jahren wandte er sich mehr und mehr der experimentellen Kunst zu und wurde Mitglied der GRAV, einer Gruppe von Künstlern, die die Möglichkeiten der visuellen Kunst wissenschaftlich experimentell erforschen wollten. Ab 1963 setzte er Neon ein. Ab Ende der 1960er-Jahre begann sich Morellet auch für Architektur und Arbeiten im öffentlichen Raum zu interessieren und war u. a am Centre Culturel in Compiègne, am Pariser Viertel La Défense und am Skulpturenpark am Kröller-Müller-Museum in Otterlo beteiligt. 1972 entstand sein Werk 2 trames de tirets 0° 90° für die Peter Stuyvesant Zigarettenfabrik in Zevenaar, Niederlande. Morellet lebte zuletzt in Cholet und Paris.
François Morellet nahm als Teil der Groupe de Recherche d’Art Visuel und später auch als Einzelkünstler an zahlreichen Einzel- und Gruppenausstellungen weltweit teil. Dazu gehörte unter anderem 1964 die Teilnahme an der documenta III in Kassel in der berühmten Abteilung Licht und Bewegung, und als Einzelkünstler außerdem an der 4. documenta 1968 und der documenta 6 im Jahr 1977. Zudem nahm er 1970 an der Biennale in Venedig teil.
Im Jahre 2010 wurden im vom Architekten Hector Lefuel im 19. Jahrhundert gebauten Treppenhaus des Louvre in Paris seine Glasfenster mit dem Titel L'esprit d'escalier fertiggestellt.

## Auszeichnungen
- 2008: Preis Peter C. Ruppert für Konkrete Kunst in Europa
- 2011: Mitglied der Académie royale des Sciences, des Lettres et des Beaux-Arts de Belgique[3]
- 2012: Komtur des Ordre des Arts et des Lettres

## Ausstellungen
- 10. März bis 28. April 1991: Moderne Galerie des Saarland Museums Saarbrücken: François Morellet - Grands Formats
- 21. November 2008 bis 7. Februar 2009: Galerie m, Bochum: François Morellet, M back to m[4]
- 19. März bis 26. Juni 2016: Ausstellungshaus Spoerri: François Morellet – Daniel Spoerri – Roland Topor
- 27. April bis 30. Juli 2016: Galerie m, Bochum: François Morellet. 1970-2016 | 44-90[5]
- 24. September 2016 bis 29. Januar 2017: Zentrum für internationale Lichtkunst Unna: MORELLET
- 22. Januar 2001 bis 20. Mai 2002: Museum Würth, Künzelsau: Morellet[6]